# Batallón Conjunto Argentino
El Batallón Conjunto Argentino fue una unidad de las Fuerzas Armadas argentinas desplegada en Gonaïves, Haití, bajo la Misión de Estabilización de las Naciones Unidas en Haití (MINUSTAH) para brindar ayuda humanitaria.
Se desempeñaba en ayuda en la entrega de agua potable, asistencia médica, trabajos para mejorar la infraestructura y mantener la seguridad y el orden. Argentina brindaba esta ayuda desde 2004, los contingentes cambiaban cada 6 meses, están formados por miembros de las unidades del Ejército y de la Armada Argentina.
Compañías de infantería realizaban patrullas de dos a tres días a comunas de a 50 o a 10 kilómetros de distancia de Gonaïves, con el fin de estar presentes en el lugar, verificar los puentes, caminos y ríos, actualizar cartografía, monitorear las condiciones meteorológicas y coordinar actividades de cooperación entre militares y civiles.
La Misión de Estabilización de las Naciones Unidas en Haití terminó el 15 de octubre de 2017, por tanto la unidad fue retirada así como las otras que se desplegaron.